# Heinrich Flatten

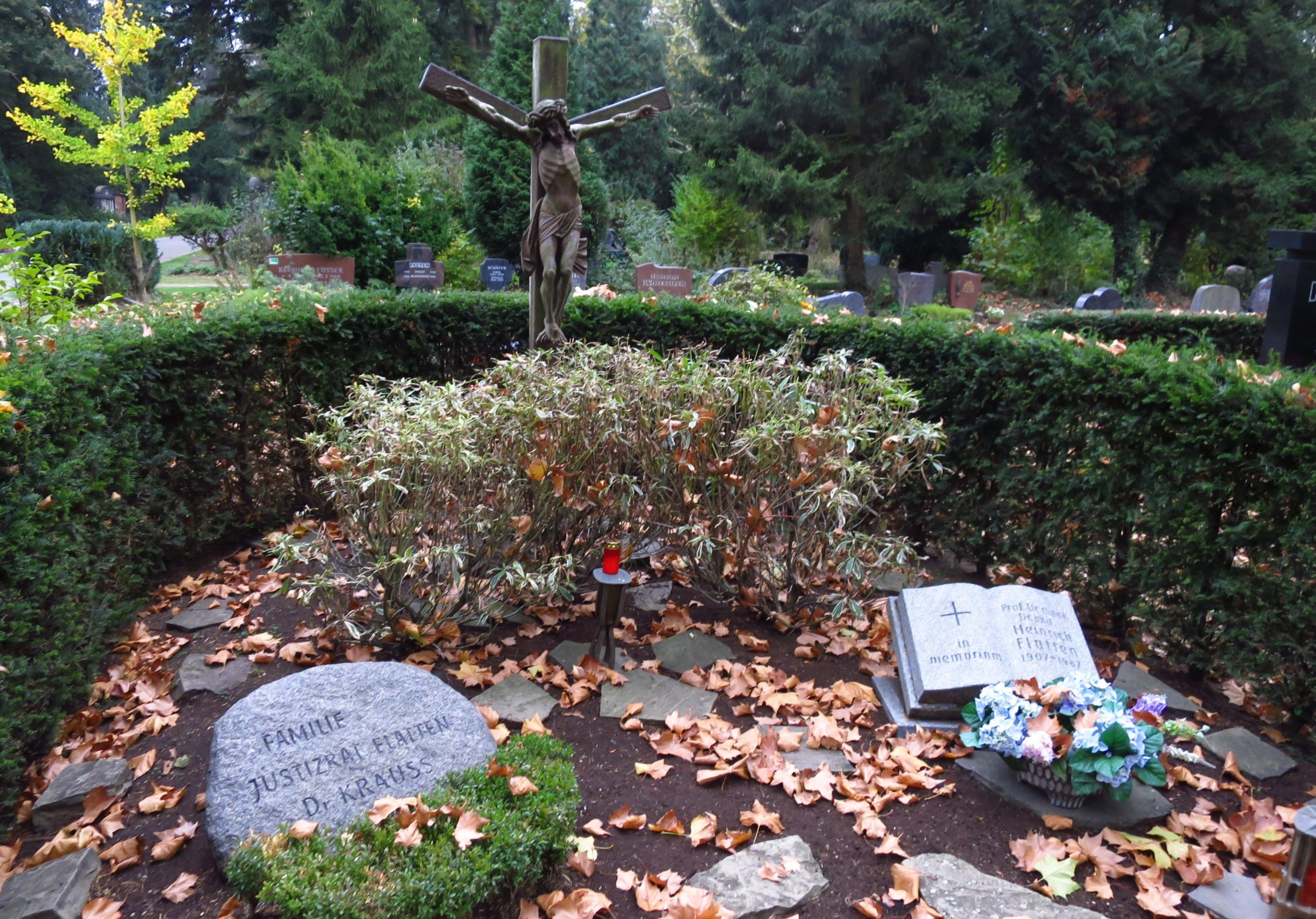
Grabstätte Flatten

Heinrich Flatten (* 25. Januar 1907 in Aldenhoven; † 10. Juni 1987 in Köln) war ein deutscher Kirchenrechtler.

## Leben
Heinrich Flatten war seit 1927 Mitglied der katholischen Studentenverbindung KDStV Ripuaria Bonn und wurde später noch Mitglied der AV Cheruskia Tübingen, jeweils im CV. Er wurde 1929 zum Dr. phil. und 1945 zum Dr. theol. promoviert. 1934 empfing er die Priesterweihe und war seit 1955 Professor für Kirchenrecht, zunächst in Tübingen, ab 1963 bis zu seiner Emeritierung 1975 an der Rheinischen Friedrich-Wilhelms-Universität Bonn. 1966 wurde er nichtresidierender Kölner Domkapitular (bis 1982), 1972 Ehrenprälat, 1976 Offizial des Erzbistums Köln und Apostolischer Protonotar. Er war kirchenrechtlicher Berater des Erzbischofs Joseph Höffner und wohnte im Kardinal-Schulte-Haus in Bensberg.
Flatten war Leiter der Dokumentationsstelle für kirchliches Recht bei der Deutschen Bischofskonferenz und vor allem Konsultor der Kommission zur Revision des Kirchenrechts (Pontificia Commissio Codici Iuris Canonici recognoscendo), die am 28. März 1963 von Papst Johannes XXIII. eingesetzt und dem Vorsitz von Kardinal Pietro Ciriaci anvertraut worden war. Auf Flatten geht im CIC 1983 die Aufnahme der arglistigen Täuschung in die Liste jener Hindernisse zurück, die eine Ehe ungültig machen (can. 1098; vgl. Irrtum und Täuschung bei der Eheschließung nach kanonischem Recht, Paderborn 1957 und Quomodo matrimonium contrahentes iure canonico contra dolum tutandi sint, Köln 1961).
In der Fachwelt erwarb sich Heinrich Flatten hohe Anerkennung. Von 1967 bis 1987 war er Herausgeber der renommierten Reihe Kanonistische Studien und Texte. 1973 erschien zu seinem 65. Geburtstag eine Festschrift unter dem Titel Diaconia et ius, herausgegeben von Heribert Heinemann, Horst Herrmann und Paul Mikat.
Flatten verstarb 1987 im Alter von 80 Jahren. Seine Grabstätte befindet sich auf dem Kölner Westfriedhof (Flur A).

## Veröffentlichungen (Auswahl)
- Die „materia primordialis“ in der Schule von Chartres. In: Archiv für Geschichte der Philosophie. Band 40, 1931, S. 58–65.
- Irrtum und Täuschung bei der Eheschließung nach kanonischem Recht. Schöningh, Paderborn 1957.
- Der Häresieverdacht im Codex Iuris Canonici (= Kanonistische Studien und Texte, Bd. 21). Schippers, Amsterdam 1963.
- Fort mit der Kirchensteuer? Bachem, Köln 1964.
- Das Ärgernis des kirchlichen Eheprozesses. Schöningh, Paderborn 1965.
- Gesammelte Schriften zum kanonischen Eherecht. Schöningh, Paderborn 1987, ISBN 3-506-72553-X.